# Родендорф, Борис Борисович
Борис Борисович Родендорф (12 июля 1904 года, Петербург — 21 ноября 1977 года, Москва) — советский энтомолог, палеонтолог, профессор (1943), доктор биологических наук (1941). Основатель советской школы палеоэнтомологии (палеонтологии насекомых), диптеролог, заведующий лабораторией (1938—1977) Палеонтологического института АН СССР, член Международной комиссии по зоологической номенклатуре.

## Биография
Родился 12 июля 1904 года в Петербурге. Отец, Борис Людвигович Родендорф (1877—1918, майор русской армии погибший во время гражданской войны), и мать Мария Карловна. До 1935 работал в Петербурге, а затем, в связи с болезнью жены (О. А. Чернова), переехал в Москву.
- 1920—1924 — учёба на естественном отделении Физико-математического факультета Московского Университета. Одновременно работал в качестве препаратора Зоологического Музея и исследовал морфологию и систематику двукрылых насекомых[1].
- 1924—1928 — учёба в аспирантуре при Институте зоологии МГУ
- 1930—1932 — работа во Всесоюзном институте защиты растений, изучение паразитических двукрылых и проблем карантина растений и биологической борьбы с вредителями.
- 1932—1935 — работал в ЗИН АН СССР, изучал мух семейства саркофагиды
- 1932 — присвоена степень кандидата наук без защиты по совокупности работ
- 1935—1937 — работал в институте зоологии МГУ, изучал изучая амбарных клещей.
- 1937—1977 — научный сотрудник Палеонтологического института АН СССР, куда его пригласил А. В. Мартынов для обработки коллекции мезозойских двукрылых в созданную тогда энтомологическую лабораторию ПИНа.
- 1938—1977 — заведующий лаборатории в ПИН АН СССР
- 1941 — диссертация доктора биологических наук («Эволюция крыла и филогенез длинноусых двукрылых Oligoneura (Diptera, Nematocera)», 1946).
- 1941—1943 — эвакуация в Оренбуржье (по заданию Минобороны в Каргале снимали планы заброшенных медных рудников), затем в Алма-Ату, позже во Фрунзе.
- 1969—1977 — Председатель комиссий по насекомым (1969—1977) и по вопросам номенклатуры (1976—1977) Проблемсовета, член редакционно-издательского совета АН СССР. Член Международной комиссии по зоологической номенклатуре[1].

Умер 21 ноября 1977 года.

## Труды
Автор более чем 170 публикаций, в том числе 11 монографий. Научные интересы лежат в области палеонтологии, филогении и систематики двукрылых насекомых и насекомых в целом, а также в области таксономии, зоологической номенклатуры.
- «Эволюция крыла и филогенез длинноусых двукрылых Oligoneura (Diptera, Nematocera)» (1946. Тр. ПИН, Т.13, Вып.2. 108 c.).
- «Эволюция и классификация летательного аппарата насекомых» (1949, Тр. ПИН, Т.16. 176 c.).
- «Органы движения двукрылых насекомых и их происхождение» (1951, Тр. ПИН, Т.35. 179 c.).
- «Палеоэнтомологичесие исследования в СССР» (1957. Тр. ПИН, Т.66. 100 c.)
- «Палеозойские насекомые Кузнецкого бассейна» (1961. Тр. ПИН, Т.85. 705 c.). Авторы: Родендорф Б. Б., Беккер-Мигдисова Е. Э., Мартынова О. М., Шаров А. Г.
- «Историческое развитие двукрылых насекомых» (1964. Тр. ПИН, Т.100. 311 c.).
  - Rohdendorf, B. B. 1974. The historical development of Diptera. — University of Alberta Press, Edmonton. — 360 pp. (English translation).
- «Направления исторического развития саркофагид (Diptera, Sarcophagidae)» (1967, Тр. ПИН, Т.116. 92 c.).
- Историческое развитие класса насекомых / Ред. Родендорф Б. Б., Расницын А. П.. — М.: Наука, 1980. — Т. 175. — 256 с. — (Труды ПИН).